# Schmidt József (tanító)
Schmidt József (Rohonc, 1857. február 1. – Kaposvár, 1919. május 1.) evangélikus kántortanító.

## Életútja
Schmidt János és Ringhofer (Ringhoffer) Terézia fiaként született. Iskoláit szülőhelyén, majd Felsőlövőn végezte, ahol 1875-ben tanítói oklevelet nyert. Azon évben Hidason (Baranya megye) segédtanító lett. Innét 1876-ban a polányi leánygyülekezetbe mint rendes tanító került, míg ugyanez évben a döröcskei (Somogy megye) anyagyülekezet hívását 1877. november 17-én elfogadta. 1886-ban a Kaposvárott rendezett tanszermúzeumi kiállításon tanítványai rajzait és szemléltetés céljából készült saját rajzait kiállítván, írásbeli elismerésben részesült. 1888-ig az általa alapított dalárdát vezette. 1881-ben és 1882-ben a község dézsmaváltsági ügyében sikerrel járt Budapesten. 1889-től a balatonvidéki tanítóegylet jegyzője volt. Halálát tüdőgümőkór okozta. Felesége Becht Gizella volt.
Az Ungarische, Volksschule munkatársa volt, egyéb lapoknak pedig tudósítója.